# Habronyx punensis
Habronyx punensis är en stekelart som beskrevs av Porter 2007. Habronyx punensis ingår i släktet Habronyx och familjen brokparasitsteklar. Inga underarter finns listade i Catalogue of Life.